# HD 3883
HD 3883 (eller HR 178) är en möjlig dubbelstjärna i den södra delen av stjärnbilden Andrameda. Den har en kombinerad skenbar magnitud av ca 6,06 och är mycket svagt synlig för blotta ögat där ljusföroreningar ej förekommer. Baserat på parallax enligt Gaia Data Release 2 på ca 8,1 mas, beräknas den befinna sig på ett avstånd på ca 400 ljusår (ca 124 parsek) från solen. Den rör sig närmare solen med en heliocentrisk radialhastighet på ca -15 km/s.

## Egenskaper
Primärstjärnan HD 3883 A är en vit till blå Am-stjärna i huvudserien av spektralklass kA5hF1mF2, vilket betyder att dess spektraltyp är A5, F1 eller F2, beroende på vilka enskilda spektrallinjer som undersöks. Stjärnans evolutionära stadium, och dess massa som bestäms utifrån jämförelse med teoretiska evolutionära exempel, bestäms inte exakt. Den är dock mycket nära slutet av dess utveckling i huvudserien och felmarginalen i dess massa är bara ca 0,1 solmassa. Den har en massa som är ca 2,4 solmassor, en radie som är ca 3,8 solradier och har ca 45 gånger solens utstrålning av energi från dess fotosfär vid en effektiv temperatur av ca 7 800 K. Stjärnan misstänks för variabilitet, möjligen varierande mellan magnitud 6,04 och 6,06. Den variabla magnitudperioden för HD 3883 är ca 9,17 min.
HD 3883 har sedan 1938  misstänkts vara en dubbelstjärna då dess spektrum tolkades som sammansatt. Paret upplöstes med hjälp av speckleinterferometri 1983. Följeslagaren är modellerad för att vara mellan 1,5 och 3 magnitud svagare än primärstjärnan. Även om det därefter har gjorts flera misslyckade försök att upplösa paret, har en tentativ omloppsbana beräknats med en period av 21,26 år och en excentricitet av 0,5.